# In case of emergency
ICE lub I.C.E. (ang. In case of emergency, pol. w nagłym wypadku) – skrót informujący ratowników, do kogo powinni zadzwonić w razie nagłego wypadku. Stosowany przeważnie w dwóch formach:

Karta ICE

- w książce adresowej telefonu komórkowego – jako kontakt „ICE” wpisuje się numer telefonu wybranej osoby. Jeśli takich osób jest kilka, to oznacza się je hasłami „ICE1”, „ICE2” itd.
- na karcie „ICE” wielkości wizytówki wpisuje się imię, nazwisko i numer kontaktowy najbliższych osób. Kartę powinno się nosić cały czas przy sobie.

W razie wypadku często służby ratownicze nie wiedzą, z kim się skontaktować w sprawie osoby poszkodowanej. Skrót „ICE” pozwala ratownikom na powiadomienie bliskich w razie nagłego wypadku, a także na uzyskanie od nich dodatkowych informacji o poszkodowanym (przyjmowanych lekach, przebytych chorobach, alergiach itp.).